# بلکپول
بلکپول (به انگلیسی: Blackpool) یک شهرک در بریتانیا است که در شمال غربی انگلستان واقع شده‌است.

## خصوصیات
بلکپول ۵ متر بالاتر از سطح دریا واقع شده‌است.

## خواهرخوانده
شهر بتتروپ خواهرخواندهٔ بلکپول هست.